# Sainte-Luce (Quebec)
Sainte-Luce es un municipio canadiense situado en la provincia de Quebec.

## Superficie
Sainte-Luce tiene una superficie de 72,59 km².

## Demografía
En 2021, tenía 2845 habitantes, una densidad poblacional de 39,2 hab./km², y 1462 viviendas.